# ジュベイナ

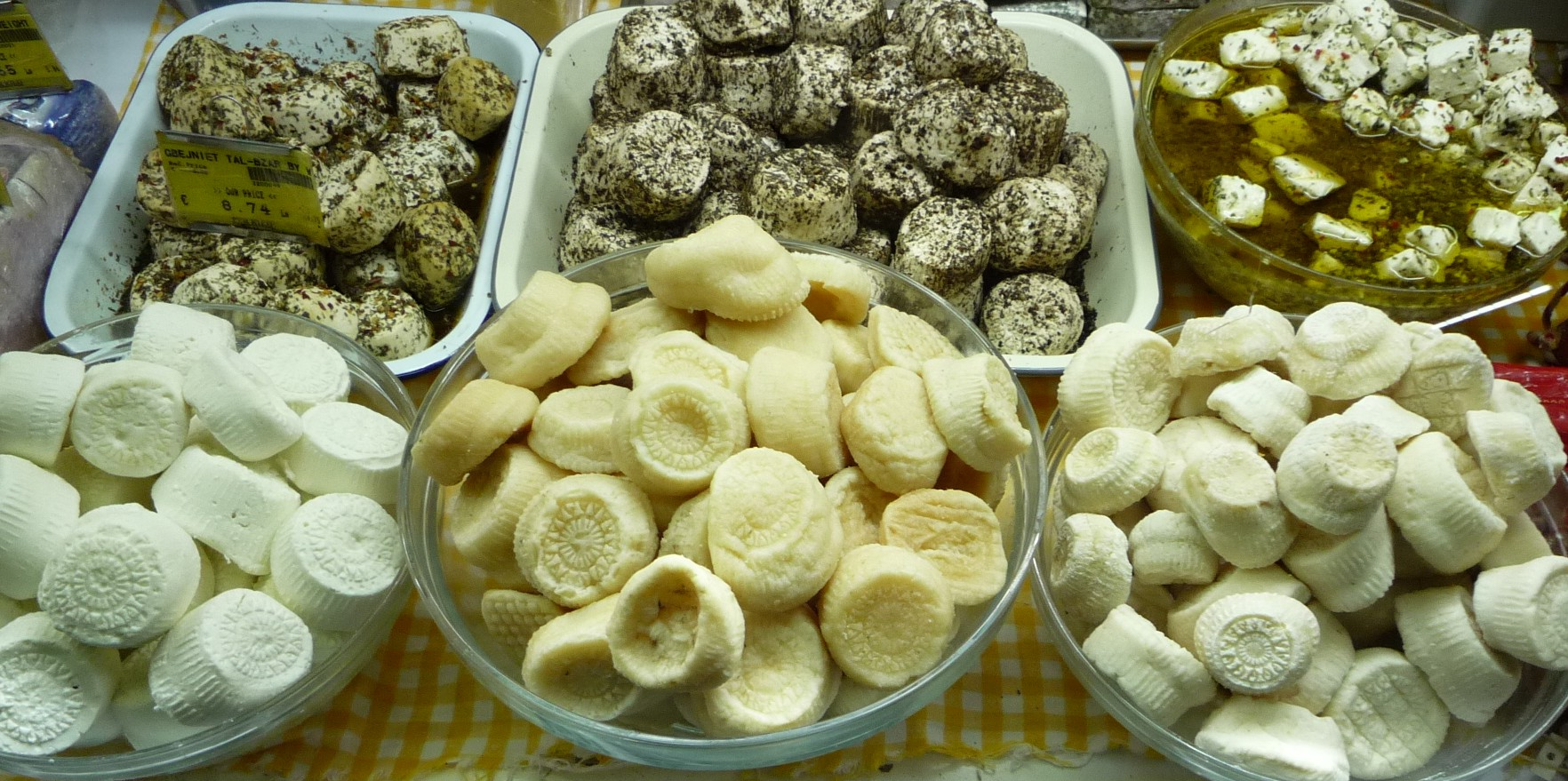
加工されたジュベイナと未加工のジュベイナ

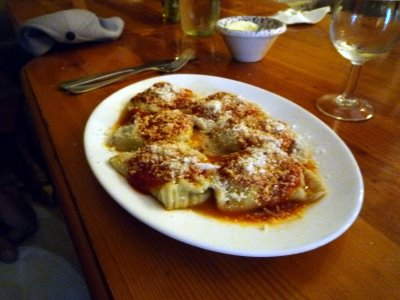
ジュベイナを振りかけたラビオリ

ジュベイナ（マルタ語: Ġbejna、複数形：Ġbejniet）は、ゴゾチーズ（Gozo Cheese）とも呼ばれるマルタ共和国ゴゾ島に起源を有するチーズ。
円形に形成されることが多いチーズで、原料は羊乳か山羊乳に塩とレンネットを加えたものである。法的には、使用される乳としてこの2種のいずれかか混合によるものに限定されている。一方、マルタでは19世紀末から20世紀初頭にかけて未殺菌の乳（当時、ヤギから路上で山羊乳を絞り販売する習慣があった）によるブルセラ病が流行しており、ジュベイナに起因する症例の報告も存在する。このような細菌に対する対策として、パスチャライゼーションした牛乳で製造される場合もある。
マルタの欧州連合加盟に際し、イルコッタ（乳と海水から作られるカード状のチーズ）と共に伝統的なチーズとして保護された。
フレッシュチーズ（friskiまたはtal-ilma）、塩漬け（maħsulin）、ハーブを加えたもの（mħawrin）、乾燥させ塩を加えたもの（moxxi）、さらに胡椒や酢を加えたもの（tal-bżar）などの種類が知られている。フレッシュなものはモッツァレッラに類似し、乾燥させたものはスパイシーである。ピザに載せられたりパスタに混ぜて用いられる場合もある。